# Kelechi Nwakali
Kelechi Nwakali (1998. június 5. –) nigériai labdarúgó, az SD Huesca játékosa.

## Pályafutása
Kelechi Nwakali a Diamond Labdarúgó Akadémián ismerkedett a labdarúgás alapjaival, majd tagja volt a 2015-ös U17-es labdarúgó-világbajnokságot nyerő nigériai válogatottnak. A torna során 3 gólt és gólkirályi címet szerzett, valamint ő kapta a torna legjobbjának járó Aranylabdát is. Ennek is köszönhetően szerződtette őt 2016-ban az Arsenal FC csapata. Nwakali 2016. szeptember 16-án bejelentették, hogy a következő idényt a holland másodosztályú MVV Maastricht csapatánál tölti. Első mérkőzését a Jong Ajax ellen játszotta, a 92. percben állt be Thomas Verheijdt helyére, a mérkőzést a Maastricht nyerte 1-0-ra. 2017. augusztus 29-én kölcsönbe került a szintén holland VVV-Venlo csapatához 6 hónapra. A kölcsönszerződése lejártát követően az angol klub ismét kikölcsönözte, a MVV Maastricht klubjához. A 2018–19-es szezont a portugál Porto B csapatánál töltötte szintén kölcsönben. 2019. szeptember 2-án 3 évre aláírt a spanyol SD Huesca csapatához.

## Statisztika
2019.április 22-én frissítve.
| Klub                        | Szezon         | Bajnokság      | Bajnokság     | Bajnokság | Kupa          | Kupa  | Ligakupa      | Ligakupa | Egyéb         | Egyéb | Összesen      | Összesen |
| Klub                        | Szezon         | Bajnokság      | Pályára lépés | Gólok     | Pályára lépés | Gólok | Pályára lépés | Gólok    | Pályára lépés | Gólok | Pályára lépés | Gólok    |
| --------------------------- | -------------- | -------------- | ------------- | --------- | ------------- | ----- | ------------- | -------- | ------------- | ----- | ------------- | -------- |
| MVV Maastricht (kölcsönben) | 2016–17        | Eerste Divisie | 11            | 1         | 1             | 0     | 0             | 0        | —             | —     | 12            | 1        |
| VVV-Venlo (kölcsönben)      | 2017–18        | Eredivisie     | 9             | 1         | 2             | 0     | 0             | 0        | —             | —     | 11            | 1        |
| MVV Maastricht (kölcsönben) | 2017–18        | Eerste Divisie | 16            | 4         | 0             | 0     | 0             | 0        | 2             | 0     | 18            | 4        |
| Porto B (kölcsönben)        | 2018–19        | LigaPro        | 16            | 0         | 0             | 0     | 0             | 0        | —             | —     | 16            | 0        |
| Karrier összes              | Karrier összes | Karrier összes | 70            | 7         | 3             | 0     | 0             | 0        | 6             | 1     | 79            | 8        |

## Sikerei, díjai
- Nigéria U17:
  - U17-es labdarúgó-világbajnokság győztes: 2015
  - U17-es labdarúgó-világbajnokság gólkirály: 2015
  - U17-es labdarúgó-világbajnokság legjobb játékos: 2015